# Fitolo
Il fitolo è un alcool aciclico diterpenoide che può essere utilizzato come precursore per la produzione di forme sintetiche di vitamina E e vitamina K1. Negli animali ruminanti la fermentazione intestinale dei materiali vegetali ingeriti libera fitolo, un costituente della clorofilla, che viene poi convertito in acido fitanico e conservato nel tessuto adiposo.

## Patologie umane
La malattia di Refsum è una malattia autosomica recessiva che deriva dall'accumulo di grandi depositi di acido fitanico nei tessuti, si manifesta frequentemente con polineuropatia periferica, atassia cerebellare, retinite pigmentosa, anosmia, e perdita dell'udito. Sebbene gli esseri umani non possano derivare l'acido fitanico dalla clorofilla, sono in grado di convertire il fitolo libero in acido fitanico. Perciò i pazienti affetti da malattia di Refsum dovrebbero limitare l'assunzione di acido fitanico e di fitolo libero. Alcuni studi, al fine di agevolare la scelta alimentare dei soggetti affetti da malattia di Refsum, hanno riportato la quantità di fitolo libero presente in numerosi prodotti alimentari.

## Ruoli in natura
Alcuni insetti come lo scarabeo o pulce dei tuberi, sono in grado di utilizzare il fitolo e l'acido fitanico come strumento di difesa chimico contro i predatori. In questi casi gli insetti ricavano il fitolo ed i suoi metaboliti dalle piante ospiti. È stato inoltre dimostrato che alcune grandi scimmie (bonobo, scimpanzé, gorilla e oranghi), a differenza dell'essere umano, sono in grado di derivare notevoli quantità di fitolo, che viene poi convertito in acido fitanico, dalla fermentazione degli alimenti vegetali ingeriti.

## Modulatori della trascrizione
L'acido fitanico ed i suoi metaboliti sono stati segnalati per la capacità di legare e/o attivare i fattori della trascrizione PPAR-alfa (in inglese peroxisome proliferator-activated receptor alpha) ed il recettore retinoide X (RXR in inglese retinoid X receptor).

## Analisi geochimica di biomarker
Il fitolo è probabilmente il più abbondante composto aciclico isoprenoide presente nella biosfera ed i suoi prodotti di degradazione sono stati utilizzati come traccianti biogeochimici in ambienti acquatici.

## Applicazioni commerciali
Il fitolo viene utilizzato nel settore dei profumi e dei cosmetici, shampoo, saponi, detersivi e detergenti. Si ritiene che ogni anno nel mondo per questi scopi si utilizzi circa 1 tonnellata di fitolo.